# Галище (община Кавадарци)
 Тази статия е за селото в Северна Македония.  За селото в България вижте Галище.  За селото в Гърция вижте Галища.
Галище (на македонска литературна норма: Галиште) е село в Северна Македония, в община Кавадарци.

## География
Селото е разположено в източната част на областта Тиквешко Мариово, югозападно от общинския център Кавадарци. Селото е планинско, на надморска височина от 740 метра. От град Кавадарци е отдалечено на 31 km. Землището му е много голямо – 52,1 km2. Преобладават горите с 4011,7 ха, обработваемите земи са 155,3 ха, а пасищата само 16,7 ха.

## История

### Етимология
Според академик Иван Дуриданов етимологията на името е от първоначалния патроним на -ишти < -itji, който произхожда от личното име Galъ (в старобългарски Галь).

### В Османската империя
Името е споменато в XVI век в Слепченския поменик като Галища.
| Османски статистики        | Ханета | Неженени | Вдовици | Годишен приход |
| -------------------------- | ------ | -------- | ------- | -------------- |
| Дефтер № 4 от 1476/77 г.   | 4      |          |         | 152            |
| Дефтер № 16 от 1481/82 г.  | 5      |          |         | 187            |
| Дефтер № 73 от 1519 г.     | 26     | 4        | 1       | 1363           |
| Дефтер № 149 от 1528/29 г. | 37     |          | 1       | 1425           |
| Дефтер № 232 от 1544/45 г. | 30     | 5        |         | 1015           |

В обобщен списък на джизието на немюсюлманите от селата от вакъфите на починалия султан Сюлейман в казата Пирлепе от 9 ноември 1615 година е отбелязано село Галище с 36 ханета (домакинства). В списък (иджмал дефтер) на селищата от вакъфа на султан Сюлейман в Морихова от 14 февруари 1628 година селото е отбелязано като Галише с 42 ханета.
Църквата „Свети Атанасий“ е от края на XVII век.
В XIX век Галище е чисто българско село в Рожденска нахия (Морихово) на Тиквешка кааза на Османската империя. В „Етнография на вилаетите Адрианопол, Монастир и Салоника“, издадена в Константинопол в 1878 година и отразяваща статистиката на населението от 1873 година, Галище (Galischté) е посочено като село с 49 домакинства и 232 жители българи. Според статистиката на Васил Кънчов („Македония. Етнография и статистика“) от 1900 година Галища има 700 жители всички българи християни.

За народните носии в селото Васил Балевски пише: 
| „ | Носията на мъжете и жените е съвършено друга от тази на Реката и Тиквешко. Тя е бяла на мъжете с малко вез (бродерия), а на жените с много вез, която вез стига до 5-6 оки вълнена прежда. Поясите на жените са вълнени плетени остри като женска коса и дълги. Опасването представлява един много дебел пръстен около кръста, които са от много плитки. Над челото подстригани (цулувци), а от към ушите са дълги подстригани и се наричат къркмю. Вода носят на глава. Мъжете си носят ризите над гащите и се опасват с пояси цветни (кемери). | “ |

По време на Балканската война в 1912 година 2 души от Галище се включват като доброволци в Македоно-одринското опълчение.

### Преброявания[1]
| Националност | 1948 | 1953 | 1961 | 1971 | 1981 | 1991 | 1994 | 2002 |
| ------------ | ---- | ---- | ---- | ---- | ---- | ---- | ---- | ---- |
| Общо         | 420  | 399  | 418  | 292  | 15   | 2    | 2    | 0    |
| македонци    |      | 396  | 416  | 288  | 15   | 2    | 2    | 0    |
| албанци      |      | 0    | 0    | 1    | 0    | 0    | 0    | 0    |
| турци        |      | 0    | 0    | 0    | 0    | 0    | 0    | 0    |
| роми         |      | 0    | 0    | 0    | 0    | 0    | 0    | 0    |
| власи        |      | 0    | 0    | 0    | 0    | 0    | 0    | 0    |
| сърби        |      | 0    | 2    | 1    | 0    | 0    | 0    | 0    |
| бошняци      |      | 0    | 0    | 0    | 0    | 0    | 0    | 0    |
| други        |      | 3    | 0    | 2    | 0    | 0    | 0    | 0    |

## Личности
Родени в Галище
- Гело Галишки (? – 1904), български революционер, войвода на ВМОРО